# Condado de Sebastian
El condado de Sebastian (en inglés: Sebastian County) es un condado en el estado estadounidense de Arkansas. En el censo de 2000 el condado tenía una población de 115 071 habitantes. Tiene dos sedes de condado: Fort Smith y Greenwood. Fue el 56.° condado de Arkansas, siendo fundado el 6 de enero de 1851. Fue nombrado en honor a William K. Sebastian, un senador de Arkansas. Es parte del área metropolitana de Fort Smith.

## Geografía
Según la Oficina del Censo, el condado tiene un área total de 1414 km² (546 sq mi), de la cual 1389 km² (536 sq mi) es tierra y 25 km² (10 sq mi) (1,79%) es agua. Es el condado más pequeño de Arkansas en términos de área.

### Condados adyacentes
- Condado de Crawford (norte)
- Condado de Franklin (este)
- Condado de Logan (sureste)
- Condado de Scott (sur)
- Condado de Le Flore, Oklahoma (suroeste)
- Condado de Sequoyah, Oklahoma (noroeste)

### Áreas protegidas nacionales
- Fort Smith National Historic Site
- Ouachita National Forest

### Autopistas importantes
- Interestatal 540
- U.S. Route 64
- U.S. Route 71
- U.S. Route 271
- Ruta Estatal de Arkansas 10
- Ruta Estatal de Arkansas 22
- Ruta Estatal de Arkansas 45
- Ruta Estatal de Arkansas 59
- Ruta Estatal de Arkansas 96

## Demografía
En el  censo de 2000, hubo 115 071 personas, 45 300 hogares, y 30 713 familias residiendo en el condado. La densidad poblacional era de 215 personas por milla cuadrada (83/km²). En 2000 había 49 311 unidades unifamiliares en una densidad de 92 por milla cuadrada (36/km²). La demografía del condado era de 82,34% blancos, 6,16% afroamericanos, 1,57% amerindios, 3,51% asiáticos, 0,05% isleños del Pacífico, 3,71% de otras razas y 2,67% de dos o más razas. 6,70% de la población era de origen hispano o latino de cualquier raza. 
La renta promedio para un hogar del condado era de $33 889 y el ingreso promedio para una familia era de $41 303. En 2000 los hombres tenían un ingreso per cápita de $30 056 versus $22 191 para las mujeres. La renta per cápita para el condado era de $18 424 y el 13,60% de la población estaba bajo el umbral de pobreza nacional.

## Ciudades y pueblos
| - Barling - Bonanza - Central City | - Fort Smith - Greenwood - Hackett | - Hartford - Huntington - Lavaca | - Mansfield - Midland - Fort Chaffee |